# روبرت واهانیان
روبرت واهانیان (زاده ۷ مرداد ۱۳۱۶) معمار، مرمتگر، گیلان‌شناس و آرشیویست مطرح است که روزشمار تاریخ نهضت جنگل را تدوین کرده‌است. واهانیان در دهه ۷۰ در دوره شورای شهر اول و دوم، مرمت و بازسازی ساختمان مسکونی حاج میرزا خلیل رفیع اولین شهردار رشت را برعهده گرفت و پس از پایان بازسازی، این عمارت، به ساختمان اصلی شورای شهر رشت تبدیل شد.

## زندگی‌نامه
روبرت واهانیان معمار و محقق روز هفتم مرداد سال ۱۳۱۶ در تبریز متولد شد. او در یک خانواده نام‌دار ارمنی به دنیا آمد. مادرش اهل تبریز و پدرش از ارمنیان مهاباد بود.روبرت واهانیان در یک دوره تاریخی و بحرانی به دنیا آمد. چهار یا پنج ساله بود که روس‌ها تبریز را بمباران کردند و آن‌ها به ناچار مدت‌ها در زیرزمین خانه خود به سر بردند تا این که پس از مدتی، زندگی به روال عادی بازگشت. واهانیان دوران مهدکودک و آمادگی را در ساختمانی واقع در محوطه وسیع خلیفه گری و تحصیلات ابتدایی را در مدرسه اسدی تبریز گذراند و دوره متوسطه را در مدرسه «فردوسی» به پایان رساند. واهانیان در کودکی سه فرهنگ متفاوت را تجربه کرده‌است؛ خانه‌ای ارمنی، فعالیت‌های فرهنگی و ورزشی در باشگاه «آرارات» و مدرسه‌ای که در آن به زبان فارسی تحصیل می‌کرد. واهانیان پس از پشت سر گذاشتن دوره تحصیلات متوسطه در دبیرستان فردوسی تبریز، در سال ۱۳۳۷ در رشته شبانه زبان و ادبیات انگلیسی در دانشگاه تبریز درس خواند و هم‌زمان با تحصیل، در گمرک نیز مشغول به کار شد و مخارج تحصیل خودش را تأمین می‌کرد. واهانیان در کنکور سراسری سال تحصیلی ۱۳۳۸–۱۳۳۹ «دانشگاه تهران» شرکت کرد و در رشته معماری قبول شد.
سالی که روبرت در دانشگاه تهران پذیرفته شد، این دانشگاه، به ویژه رشته معماری آن، در شرایطی ویژه قرار داشت. می‌توان گفت که این زمان آغاز شکوفایی آموزش معماری در ایران بود و دانشگاه تهران تنها دانشگاهی بود که رشته معماری داشت. «دانشگاه ملی» چند سال بعد از آن، در این رشته دانشجو پذیرفت.
استادان این رشته از برگزیدگان هنر معماری ایران بودند. رشته معماری دانشگاه تهران با حضور و بر پایه برنامه‌ریزی «آندره گُدار»، «ماکسیم سیرو» و «محسن فروغی» شکل گرفت.
روبرت واهانیان در سال ۱۳۴۶ از رشته معماری دانشگاه تهران فارغ‌التحصیل و در بخش خصوصی مشغول به کار شد.
در پاییز ۱۳۴۶، دانشکده هنرهای زیبای دانشگاه تهران دوره عالی رشته شهرسازی را بنیاد نهاد و او ضمن اشتغال به کار، این دوره پنج ساله را نیز طی کرد.
واهانیان پس از گذراندن دوره پنج ساله شهرسازی، در سال ۱۳۵۱ با «رضا انصافی»، از هم‌دانشکده ای‌های خود، در یک آتلیه دکوراسیون و معماری داخلی به نام «آوانگارد» همکاری کرد. او با جدایی از انصافی و پایه‌گذاری یک شرکت ساختمانی، تجربه ای دیگر را آغاز کرد. کار شرکت، طراحی و ساخت مجتمع‌های بزرگ آموزشی بود. این شرکت توانست در تهران، خوانسار و رشت کارهای ساختمانی چندی، از جمله هنرستانی صنعتی در خوانسار و «مرکز آموزش کشاورزی شهید اشرفی اصفهانی» در رشت را به انجام رساند.
واهانیان در دهه ۷۰، در دوره شورای شهر اول و دوم، مرمت و بازسازی ساختمان مسکونی اولین شهردار رشت، حاج «میرزا خلیل رفیع» را برعهده گرفت و پس از پایان بازسازی، این عمارت به ساختمان اصلی شورای شهر رشت تبدیل شد.
او برای همه این بازسازی‌ها، سراغ مطبوعات قدیمی گیلان و تاریخ گیلان رفت و آن قدر خواند و تحقیق کرد که به عنوان یک گیلان‌شناس شناخته می‌شود. «فرامرز طالبی»، نویسنده کتاب «تئاتر گیلان» می‌گوید که واهانیان اسنادی ارزشمند دربارهٔ تئاتر گیلان در مدرسه ارمنیان رشت در اختیار او قرار داده که به مستند شدن تاریخ ایران کمک کرده‌است.

## افتخارات
- تقدیر و تشویق به خاطر مدیریت طرح مرمت و بازسازی برج تاریخی ساعت شهرداری رشت، ۱۲ تیر ۱۳۷۰، شهرداری رشت.
- تقدیر به خاطر تلاش برای حفظ و حراست از مواریث فرهنگی کشور، ۲۸ اردیبهشت ۱۳۷۲، سازمان میراث فرهنگی گیلان.
- دعوت از طرف مدیریت ارشاد اسلامی گیلان برای سفر به تهران، به منظور بررسی اسناد نهضت جنگل، ۱ مهر ۱۳۷۵.
- تقدیر به خاطر شرکت در نخستین همایش بازشناسی نهضت جنگل و میزبانی مدعوان مرکز ایران‌شناسی ارمنستان، ایروان، ۲۰ مهر ۱۳۸۱، شورای اسلامی رشت.
- لوح تقدیر برای تحقیق و پژوهش در عرصه‌های فرهنگی و تاریخی رشت، ۲۱ مهر ۱۳۸۱، شهرداری رشت و شورای اسلامی رشت.
- لوح تقدیر برای احراز مقام بهترین مهندس ناظر معماری سال، به خاطر مرمت ساختمان اولین شهرداری رشت، اسفند ۱۳۸۱، سازمان نظام مهندسی ساختمان استان گیلان.
- لوح تقدیر و تشکر به خاطر اهدای دو نقشهٔ قدیمی از رشت به سازمان اسناد ملی ایران، ۵ مرداد ۱۳۸۳، معاونت اسناد و کتابخانهٔ ملی ایران.
- لوح تقدیر و تشکر به خاطر اهدای قدیمی‌ترین نقشهٔ شهر رشت به شهرداری، ۳۰ آذر ۱۳۸۳، شهرداری رشت.
- دعوت به ارمنستان و شرکت در نخستین همایش بین‌المللی تالش‌شناسی، ۲ خرداد ۱۳۸۴، مرکز ایران‌شناسی دانشگاه دولتی ارمنستان در ایروان.
- لوح تقدیر به مناسبت بزرگداشت مهندسان پیش‌کسوت، ۱۶ خرداد ۱۳۸۴، مؤسسهٔ آموزش عالی جابر بن حیان.
- لوح تقدیر به خاطر اهدای عکس شهرداران سابق رشت به شهرداری، ۶ تیر ۱۳۸۴، روابط عمومی شهرداری رشت.
- لوح تقدیر به مناسبت زادروز شیخ بهایی ـ روز معمار، ۳ اردیبهشت ۱۳۸۵، سازمان نظام مهندسی ساختمان استان گیلان.
- لوح تقدیر به مناسبت احراز سمت ریاست گروه تخصصی معماری برای سومین بار، شهریور ۱۳۸۵، سازمان نظام مهندسی گیلان.
- لوح تقدیر و احراز مقام خادم فرهنگی، در همایش تجلیل از خادمان میراث فرهنگی گیلان (به مناسبت سی امین سالگرد پیروزی انقلاب اسلامی ایران)، ۱۴ آذر ۱۳۸۷، سازمان میراث فرهنگی و استانداری گیلان.
- لوح تقدیر و احراز عنوان مهندس پیش‌کسوت برگزیدهٔ گیلان، به خاطر بیش از چهل سال تلاش در راه آبادانی کشور، ۶ اسفند ۱۳۹۰، سازمان مهندسی ساختمان استان گیلان.[۱۶]
- تقدیر به مناسبت روز معمار، ۶ اردیبهشت ۱۳۸۶، موزه میراث روستایی گیلان.[۱۷]
- لوح سپاس و نشان ویژه رشت، به پاس تلاشهای وی در کارگروه انتخاب نام روز رشت، ۱۳ دی ۱۳۹۷.[۱۸]